# なつめさんち
なつめさんちは、日本のイラストクリエイター・プロ絵師YouTuber。GROVE株式会社所属。

## 概要
共に千葉県出身で漫画家として活動している夫のなつめ げんと、妻のなつめ さやの2人からなるプロ絵師の夫婦YouTuberである。
夫婦2人とも子供の頃から漫画家を志しており、学生の頃にも独学で絵を描いてはいたものの、行動ができないでいた。共に新卒で入社した同じ会社で出会った2人は、当時、デザイン・イラスト・映像の仕事に制作チームとして従事していた。しかし、さやは夢を諦めきれずに、げんの後押しを受け会社を退職し、東京ディズニーランドのキャストとして働きながら本格的に漫画を描き始めた。同じく会社務めをしながら仕事の仕方に悩んでいたげんも、さやが仕事を辞めた1年後に仕事を退職した。
二人は転職期間に結婚を果たし、将来はフリーランスでイラストや映像を担当するようになることを目指して、発信力をつけるために2018年からYouTubeでのゲーム実況などを始めたが、2019年末から反響の大きかったイラスト系の動画を開始し始めた。企画としては「ボールペンのインクを使い切るまで絵を描く」「プロ絵師なら〇〇できちゃう説」「1ミリも知らないキャラでも描ける」など、絵を描くことを題材とした動画が知られている。
2021年3月には『鬼滅の刃』の塗り絵をする動画「【鬼滅の刃 塗絵帳】プロ絵師なつめさんちが100均の道具で塗絵帳に挑戦!! 【アナログ／本気で塗ってみた】」で週刊少年ジャンプ公式YouTubeへの出演を果たしている。また、ABEMAアニメLIVEチャンネルで8月19日に放送された『声優と夜あそび』にもゲスト出演をした。
2021年7月にはコミックエッセイ『それでも、やっぱり絵が描きたい! 〜なつめさんちのななころびやおき〜』を発売した。8月27日には、なつめさんちがプロデュースしたオンライングッズストア、「なつめさんち Official Online Store」が公開され、29日の19時からオリジナルグッズのオンライン販売が開始された。
2022年10月8日に「なつめさんち、第一子を授かりました！」と題した動画をプレミア公開し、さやが妊娠2ヶ月半であり、同時に子宮筋腫合併妊娠であることも報告し、妊娠の過程と今後の活動に関しても話した。2023年5月20日にプレミア公開された動画「なつめさんち、第一子が無事に生まれました！！！！」にて第一子（女児）の出産、出産当日やそれまでの経過、今後のなつめさんちについてなどの報告と、顔出しや名前の公表はしないものの、動画内での第一子の愛称を「ぱらちゃん」と呼ぶこととし、実際の第一子の様子も公開している。

## 人物
| 名前        | 生年月日      | 身長  | 血液型 | 出身地 |
| ----------- | ------------- | ----- | ------ | ------ |
| なつめ げん | 1991年9月15日 | 168cm | O      | 千葉県 |
| なつめ さや | 1992年3月19日 | 155cm | O      | 千葉県 |

## 著書
- なつめさんち『それでも、やっぱり絵が描きたい！ なつめさんちのななころびやおき』マイナビ出版、2021年7月27日。ISBN 978-4-8399-7544-9。
- なつめさんち『なつめさんちArtWorks ONLINES』マイナビ出版、2023年8月25日。ISBN 978-4-8399-80269。

## キャラクターデザイン
- バーチャルYouTuber『てらめたる学園』（GROVE株式会社、2023年）[13]
- テレビアニメ『声優と夜あそび ANIMATION「いくだもも！そびー」』（ABEMA、2024年）[14][15]

## プロデュース
- Nan2Mo（ファッションブランド、2024年）

## その他
- テレビドラマ『最高の教師 1年後、私は生徒に■された』（日本テレビ系、2023年） - 作中イラスト制作協力[16][17]